# Horizon (álbum de Hironobu Kageyama)
Horizon é o terceiro álbum de estúdio de Hironobu Kageyama, e o quarto em sua carreira solo. Foi lançado pela Climax Records em 25 de agosto de 1983 em disco de vinil e possui um total de 12 faixas, seis de cada lado.

## Legado
O álbum nunca foi lançado em CD, mas seis de suas músicas foram selecionadas para a coletânea Golden☆Best, lançada em 2004, "Horizon", "Mirai Kara Kita Otoko", "Sad Moment", "Turban", "Mayonaka no Dance" e "Mada Minu Onna E". Já "Umibe no Cottage", "Vivaldi Club" e "Hot Winter" foram inclusas na coletânea The Best of Hironobu Kageyama.

## Produção
Neste álbum, Kageyama incorporou elementos de funk e EDM a suas composições de rock.
Yoshiko Miura ficou encarregada das letras do álbum, com exceção de uma única música.

## Recepção
O site Galapagos Records elogiou as baladas do álbum, destacando "Umibe no Cottage" e "Turban".

## Faixas
| N.º | Título                  | Letras        | Música                 | Arranjo | Duração |  |
| 1.  | "Rainy Now"             | Yoshiko Miura | We (Norimasa Yamanaka) | We      | 2:49    |  |
| 2.  | "Abayo Home Town"       | Hirosuke      | Hirosuke               | We      | 3:30    |  |
| 3.  | "Horizon"               | Y. Miura      | Osamu Yamazaki         | We      | 3:56    |  |
| 4.  | "Isshun"                | Y. Miura      | Hironobu Kageyama      | We      | 3:03    |  |
| 5.  | "Umibe No Cottage"      | Y. Miura      | O. Yamazaki            | We      | 3:20    |  |
| 6.  | "Mirai Kara Kita Otoko" | Y. Miura      | O. Yamazaki            | We      | 3:43    |  |
| 7.  | "Sad Moment"            | Y. Miura      | O. Yamazaki            | We      | 2:34    |  |
| 8.  | "Turban"                | Y. Miura      | Tatsuo Yanagisawa      | We      | 2:44    |  |
| 9.  | "Mayonaka no Dance"     | Y. Miura      | Wasaku Araki           | We      | 3:14    |  |
| 10. | "Vivaldi Club"          | Y. Miura      | H. Kageyama            | We      | 3:08    |  |
| 11. | "Hot Winter"            | Y. Miura      | H. Kageyama            | We      | 3:05    |  |
| 12. | "Mada Minu Onna E"      | Y. Miura      | We                     | We      | 3:35    |  |